# Quadrado

Exemplo de quadrado

O quadrado é um quadrilátero regular congruente, ou seja, uma figura geométrica com quatro lados de mesmo comprimento e quatro ângulos retos.

## Fórmulas métricas
- O perímetro de um quadrado de lado {\displaystyle l} é:

{\displaystyle P=4l.}
- A área:

{\displaystyle A={l^{2}}.}
- O ângulo inscrito:

{\displaystyle \alpha ={\frac {360^{\circ }}{4}}=90^{\circ }}
- O ângulo interno:

{\displaystyle \delta =180^{\circ }-\alpha =90^{\circ }}
- O raio da circunferência inscrita [3]:

{\displaystyle r_{i}={\frac {1}{2}}l}
- O raio da circunferência circunscrita [4]:

{\displaystyle r_{u}=l\,{\frac {1}{\sqrt {2}}}={\frac {d}{2}}}
- Comprimento da diagonal [5]:

{\displaystyle d=\,l\cdot {\sqrt {2}}=2r_{u}}
- Área interna:

{\displaystyle A=l^{2}={\frac {d^{2}}{2}}}

## Classificações

Diagrama de Euler, com a relação entre os quadrados e os outros paralelogramos.

Um quadrado é um caso particular de um:

- quadrilátero plano convexo, pois é um polígono plano convexo de quatro lados;
- paralelogramo, pois os seus lados opostos são paralelos;
- losango, pois os seus lados possuem as mesmas medidas;
- retângulo, pois seus ângulos são todos congruentes;

## Propriedades

Quadrado com circunferências inscrita e circunscrita.

- As diagonais de um quadrado são {\displaystyle {\sqrt {2}}} vezes maiores que a medida de seus lados. O comprimento das diagonais corresponde ao diâmetro de uma circunferência circunscrita ao quadrado.
- Os lados de um quadrado correspondem à medida do diâmetro de uma circunferência inscrita ao quadrado.
- O quadrado é o quadrilátero de menor perímetro que têm uma dada área. Reciprocamente, o quadrado é o quadrilátero de maior área para um dado perímetro.
- Como o quadrado também é um losango, suas diagonais são perpendiculares, dividem seus ângulos internos na metade e se interceptam no centro do quadrado.

## Traçar com régua e compasso

Construção com régua e compasso de um quadrado inscrito em uma circunferência de diâmetro concordante com as diagonais do mesmo.

Para traçar um quadrado de diagonais d e centralizado no ponto O:
1. Marcar o ponto O onde será o centro do quadrado.
2. Desenhe uma linha horizontal que passe pelo ponto O.
3. Utilizando como centro o ponto O, trace uma circunferência de diâmetro d, desta forma obteremos dois pontos de intersecção com a reta horizontal do passo 2.
4. Sem alterar a abertura do compasso e utilizando agora como centro alguma das duas interesecções do passo 3, trace um arco até cortar em dois pontos a circunferência inicial.
5. Una os dois pontos traçados no passo 4 com uma linha reta (vertical), esta reta produzirá um novo ponto de interesecção sobre a reta horizontal inicial.
6. Faça o centro com compasso no ponto encontrado no passo 5 e abra o mesmo até o ponto central O e traçe um semicírculo que intercepte em dois pontos na linha vertical do passo 5.
7. Desenhe uma linha reta que passe por um dos pontos do passo 6 e pelo ponto central O, estendendo-a até que ambos os lados interseccionem a circunferência inicial do passo 3, isto produzirá sobre a mesma linha dois pontos que são vértices opostas do quadrado e também os extremos de uma das diagonais.
8. Repetindo o passo anterior, mas agora com o outro ponto do passo 6 e o ponto central O, obterá os dois pontos que são as vétices opostas do quadrado e também os estremos da segunda diagonal.
9. Então, unindo de modo cíclico com linhas retas os quatro pontos de vertice encontrados nos passos anteriores, obterá finalmente o quadrado.